# 関豊太郎
関 豊太郎（せき とよたろう、1868年8月11日（慶応4年6月23日） - 1955年（昭和30年）3月20日）は、日本の土壌学者。黒ボク土（火山灰土壌）の組成とその改良方法研究に貢献した。また、盛岡高等農林学校教授時代に、宮沢賢治を指導したことでも知られる。

## 経歴
士族・関定暉の長男として、東京（江戸）市谷に生まれる。1892年帝国大学農科大学農学科を卒業。
1893年（明治26年）6月から福岡県立尋常中学修猷館教諭を皮切りに、広島師範学校教諭、鳥取県立農学校教諭、宮城農学校教諭、山形県立庄内農業学校教諭、広島高等師範学校教授を経て、1905年盛岡高等農林学校（岩手大学農学部の前身）の土壌学の教授に就任。1910年から1912年にかけてドイツ、フランスへ留学し、1917年農学博士の学位を得る。
1920年農林省農事試験場に移り、土性に関する試験を担当。1926年「土壌・分類及命名並ニ土性調査及作図ニ関スル調査報告」(農学会)を委員長としてまとめた。1927年に日本土壌肥料学会が設立されると初代会長に就任。1920年より東京農業大学教授も務めている。
1942年退職。1955年死去。享年88。
冷害と気象異変との関係、東北凶作と海流との関係を究明した。

## 人物
狷介な性格で、盛岡高等農林学校時代には校長の佐藤義長に研究費予算の不足を訴えて埒があかないと研究をやめると言って席を立ったり、板書を消し忘れた前のコマの教員に「教室へいってみろ。きょうは僕は授業はよした」と頬をはたくなどの奇行をなしたといわれる。こうした人柄から「ライオン先生」というあだ名で呼ばれた。

## 宮沢賢治との関わり
宮沢賢治は、盛岡高等農林学校農学科第二部（のち農芸化学科）に在学中、部長だった関のもとで土壌学を学ぶ。関は前記のように気むずかしい人物だったが、賢治のことは評価し、良好な関係だった。関は賢治を助教授として学校に残そうとしたり（賢治が辞退）、稗貫郡からの土性調査に研究生だった賢治を推薦するなどした。
賢治は晩年の1931年、東北採石工場から嘱託になるよう求められた際に、農事試験場に移っていた関にその可否を問う手紙（返信用はがきを同封）を送り、関は「小生の宿年の希望が実現しかかったのを喜びます」という添え書きとともに受諾すべしという回答を返している。賢治の自伝的作品といわれる『グスコーブドリの伝記』に登場するクーボー大博士は、恩師の関豊太郎がモデルとされる。